# Arcidiocesi di Accra
L'arcidiocesi di Accra (in latino Archidioecesis Accraënsis) è una sede metropolitana della Chiesa cattolica in Ghana. Nel 2022 contava 405.730 battezzati su 5.167.110 abitanti. È retta dall'arcivescovo John Bonaventure Kwofie, C.S.Sp.

## Territorio
L'arcidiocesi comprende la regione della Grande Accra in Ghana.
Sede arcivescovile è la città di Accra, dove si trova la cattedrale dello Spirito Santo.
Il territorio è suddiviso in 93 parrocchie.

### Provincia ecclesiastica
La provincia ecclesiastica di Accra, istituita nel 1992, comprende 4 suffraganee:
- diocesi di Ho
- diocesi di Jasikan
- diocesi di Keta-Akatsi
- diocesi di Koforidua

## Storia
La prefettura apostolica di Accra fu eretta il 2 dicembre 1943, ricavandone il territorio dal vicariato apostolico della Costa d'Oro (oggi arcidiocesi di Cape Coast).
Il 12 giugno 1947 la prefettura apostolica fu elevata a vicariato apostolico con la bolla Si evangelicos fructus di papa Pio XII.
Il 18 aprile 1950 il vicariato apostolico è stato elevato a diocesi con la bolla Laeto accepimus dello stesso papa Pio XII. Originariamente era suffraganea dell'arcidiocesi di Cape Coast.
Il 6 luglio 1992 ha ceduto una porzione del suo territorio a vantaggio dell'erezione della diocesi di Koforidua e contestualmente è stata elevata al rango di arcidiocesi metropolitana con la bolla Quae maiori di papa Giovanni Paolo II.

## Cronotassi dei vescovi
Si omettono i periodi di sede vacante non superiori ai 2 anni o non storicamente accertati.
- Adolph Alexander Noser, S.V.D. † (1944 - 8 gennaio 1953 nominato vicario apostolico di Alexishafen)
- Joseph Oliver Bowers, S.V.D. † (8 gennaio 1953 - 16 gennaio 1971 nominato vescovo di Saint John's)
- Dominic Kodwo Andoh † (3 luglio 1971 - 30 marzo 2005 ritirato)
- Gabriel Charles Palmer-Buckle (30 marzo 2005 - 11 maggio 2018 nominato arcivescovo di Cape Coast)
- John Bonaventure Kwofie, C.S.Sp., dal 2 gennaio 2019

## Statistiche
L'arcidiocesi nel 2022 su una popolazione di 5.167.110 persone contava 405.730 battezzati, corrispondenti al 7,9% del totale.
| anno | popolazione | popolazione | popolazione | presbiteri | presbiteri | presbiteri | presbiteri                | diaconi | religiosi | religiosi | parrocchie |
| anno | battezzati  | totale      | %           | numero     | secolari   | regolari   | battezzati per presbitero | diaconi | uomini    | donne     | parrocchie |
| ---- | ----------- | ----------- | ----------- | ---------- | ---------- | ---------- | ------------------------- | ------- | --------- | --------- | ---------- |
| 1950 | 31.445      | 1.311.464   | 2,4         | 39         | 3          | 36         | 806                       |         | 8         | 23        |            |
| 1957 | 55.531      | ?           | ?           | 53         | 4          | 49         | 1.047                     |         | 8         | 43        | 5          |
| 1970 | 125.100     | 1.347.764   | 9,3         | 82         | 1          | 81         | 1.525                     |         | 115       | 87        | 22         |
| 1980 | 180.000     | 2.240.000   | 8,0         | 79         | 14         | 65         | 2.278                     |         | 110       | 109       | 24         |
| 1990 | 334.833     | 3.261.000   | 10,3        | 121        | 51         | 70         | 2.767                     |         | 95        | 136       | 41         |
| 1999 | 129.826     | 3.870.000   | 3,4         | 83         | 50         | 33         | 1.564                     |         | 53        | 62        | 27         |
| 2000 | 130.000     | 3.100.000   | 4,2         | 88         | 59         | 29         | 1.477                     |         | 49        | 52        | 25         |
| 2001 | 131.500     | 3.906.500   | 3,4         | 78         | 47         | 31         | 1.685                     |         | 49        | 66        | 28         |
| 2002 | 132.035     | 2.909.643   | 4,5         | 98         | 60         | 38         | 1.347                     |         | 59        | 68        | 30         |
| 2003 | 139.000     | 3.112.500   | 4,5         | 105        | 62         | 43         | 1.323                     |         | 67        | 80        | 32         |
| 2004 | 142.543     | 3.527.427   | 4,0         | 107        | 65         | 42         | 1.332                     |         | 69        | 73        | 35         |
| 2005 | 151.728     | 3.604.000   | 4,2         | 111        | 67         | 44         | 1.366                     |         | 74        | 78        | 42         |
| 2006 | 180.432     | 3.683.000   | 4,9         | 116        | 74         | 42         | 1.555                     |         | 75        | 88        | 51         |
| 2011 | 197.054     | 4.164.000   | 4,7         | 153        | 88         | 65         | 1.287                     |         | 104       | 88        | 23         |
| 2012 | 201.000     | 4.258.000   | 4,7         | 148        | 82         | 66         | 1.358                     |         | 137       | 36        | 24         |
| 2015 | 357.000     | 4.544.000   | 7,9         | 189        | 115        | 74         | 1.888                     |         | 127       | 81        | 32         |
| 2018 | 382.370     | 4.865.460   | 7,9         | 199        | 133        | 66         | 1.921                     |         | 128       | 89        | 36         |
| 2020 | 399.900     | 5.093.000   | 7,9         | 204        | 139        | 65         | 1.960                     |         | 104       | 104       | 44         |
| 2022 | 405.730     | 5.167.110   | 7,9         | 215        | 143        | 72         | 1.887                     |         | 120       | 115       | 93         |